# Bungo Tanjung (Barus)
Bungo Tanjung is een bestuurslaag in het regentschap Tapanuli Tengah van de provincie Noord-Sumatra, Indonesië. Bungo Tanjung telt 677 inwoners (volkstelling 2010).